# 적료
적료(翟遼, ? ~ 391년)는 중국 오호 십육국 시대 적위(翟魏)의 건국자이다. 원래는 정령의 수령이었고, 전임 수령인 적성(翟成)의 당형(堂兄)이다.

## 생애
384년, 당형(堂兄)인 적빈(翟斌)이 후연에 의해 살해된 후 후연의 장수 모용농이 적료가 있는 노구(魯口, 현재 河南饒陽)로 진격하였다. 적료는 패배하고 물러나 무극(無極, 현재 河北無極縣)에 둔을 쳤고, 모용농은 고성(稾城, 河北藁城)에 둔을 친 뒤 계속 적료에게 압박을 가했다. 오래지 않아 모용린이 모용농과 연합해 적료를 공격하자 적료는 대패하였고, 홀로 달아나 정령의 수령 적진(翟真)에게로 갔다.
385년, 적진이 부하인 선우기(鮮于乞)에게 살해되자 적료는 동진의 여양(黎陽, 현재 河南濬縣)으로 달아났고, 여양태수(黎陽太守) 등념(滕恬)의 총애와 믿음을 받았다. 적료는 등념이 사냥을 좋아하고 사졸들에게 친절하게 대한다는 것을 알자 그들에게 이익을 줌으로써 환심을 얻었다.
386년, 적료가 등념이 남쪽으로 녹오성(鹿鳴城, 河南滑縣東北)을 공격한 틈을 타서 성문을 닫아걸었다. 등념이 들어오지 못하고 동쪽으로 견성(鄄城, 山東鄄城)으로 도망갔으나 적료에게 사로잡혔다. 적료는 여양을 근거지로 삼고 동진에 반기를 들었다. 당시 동진의 예주자사(豫州刺史) 주서(朱序)는 진응(秦膺)과 동빈(童斌)을 보내 회사(淮泗)의 여러 군과 연합해 적료를 토벌하게 하였으나 성공하지 못했다. 오래지 않아 태산태수(泰山太守) 장원(張願) 또한 반기를 들고 적료에게 귀부하였다. 이후 적료는 여러 차례 동진으로 침입하여 동요를 일으켰다.
387년, 후연의 위군태수(魏郡太守) 제섭(齊涉)이 후연에 반기를 들었고, 장원이 제섭과 연합해서 적료를 불러들였다. 후연이 병사를 내어 장원을 격퇴하고 제섭을 죽였다. 후연의 모용수가 이를 보고 적료가 세 나라를 배반하였으니 토벌하지 않을 수 없다고 하였고, 이에 여양으로 친정하였다. 이때 모용수가 모용해(慕容楷)를 전봉도독(前鋒都督)으로 삼았는데, 적료의 무리들은 모두 후연과 후조 일대에서 온 사람들이었으므로 모용해가 온 것을 알고 서로 이어서 귀부해 갔다. 적료는 두려워하여 사자를 보내 항복을 청하였다. 후연은 적료를 서주목(徐州牧)에 임명하였고, 하남공(河南公)에 봉했다. 그러나 오래지 않아 적료가 다시 배반하였고, 청하(清河), 평원(平原) 2군을 약탈했다.
388년, 적료가 다시 후연에 사죄를 청하였으나, 모용수가 그가 여러 번 배반한 것을 이유로 관계를 단절하였다. 적료는 마침내 위천왕(魏天王)이라 자칭하였고, 연호를 건광(建光)으로 개원하였으며, 문무백관을 두고 아울러 활대(滑臺, 河南滑縣)로 옮겨갔다. 역사에서는 이 정권을 적위(翟魏)라고 한다. 적료는 일찍이 동진의 낙양(洛陽)과 형양(滎陽)을 공격하였고, 390년에는 동진의 주서(朱序)와 서연이 교전하는 때를 틈타 낙양으로 진공할 것을 도모하였으며, 주서를 핍박하여 군사를 돌리게 만들었다. 마침내 동진이 적료를 치기 위해 병사를 내었고, 유뢰지(劉牢之)가 8월에 견성(鄄城)과 활대에서 적쇠와 적료를 공격해 패배시켰다. 이에 장원은 다시 동진에 투항하였다.
391년, 적료가 죽었고, 아들 적교(적조)가 뒤를 이었다.